# Hala sportowo-widowiskowa Łuczniczka

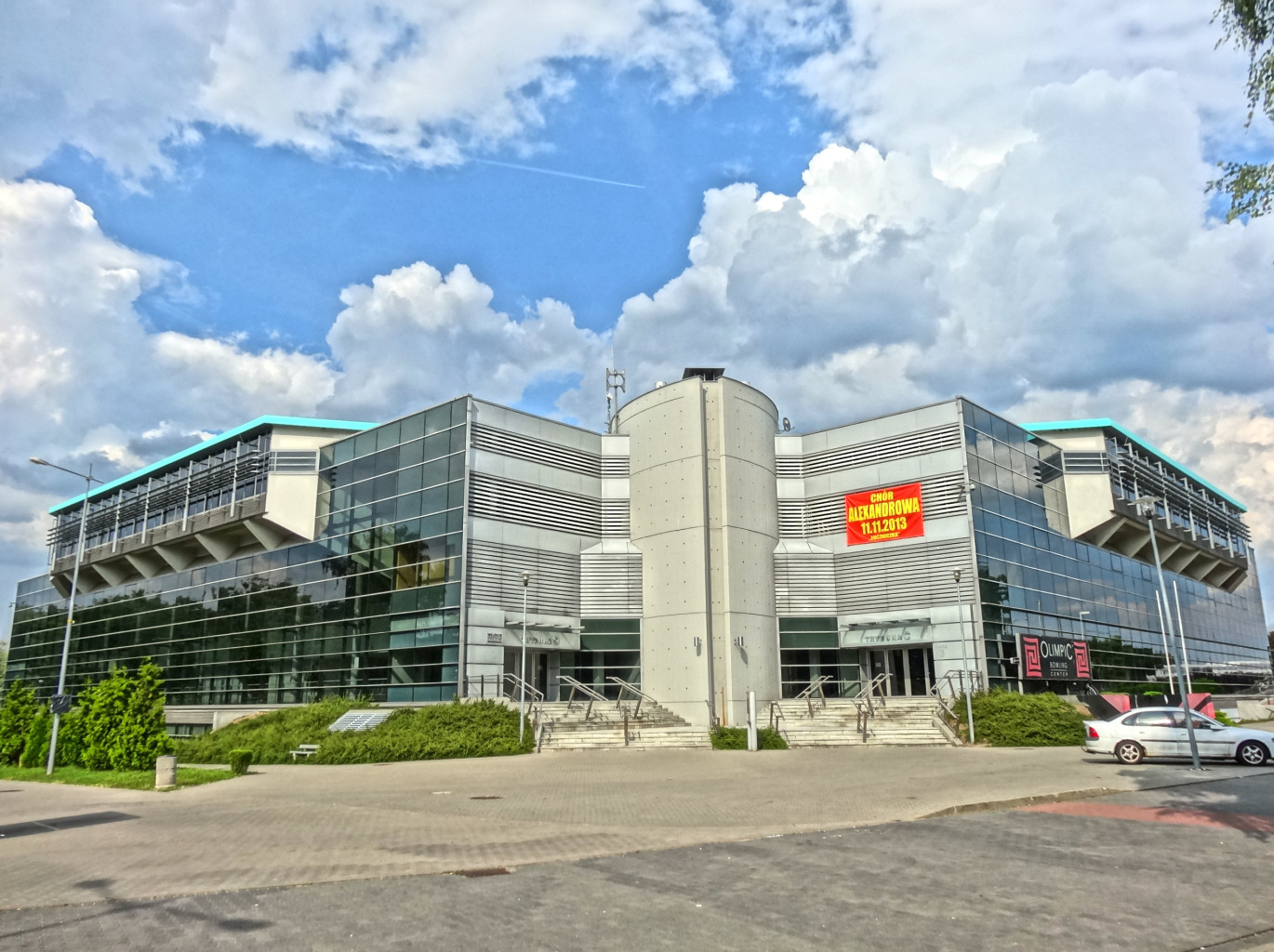
Widok od południowego zachodu

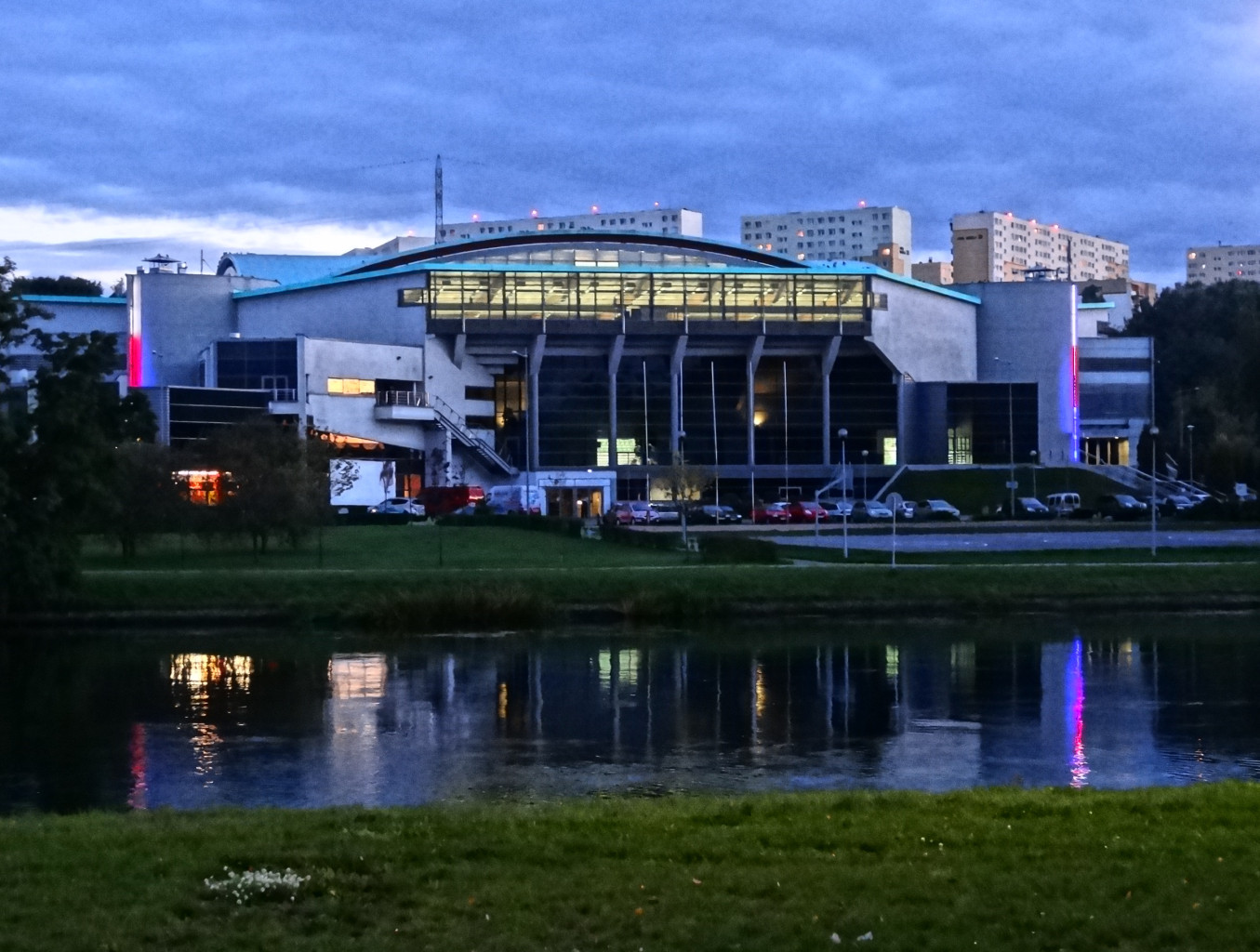
Wieczorem

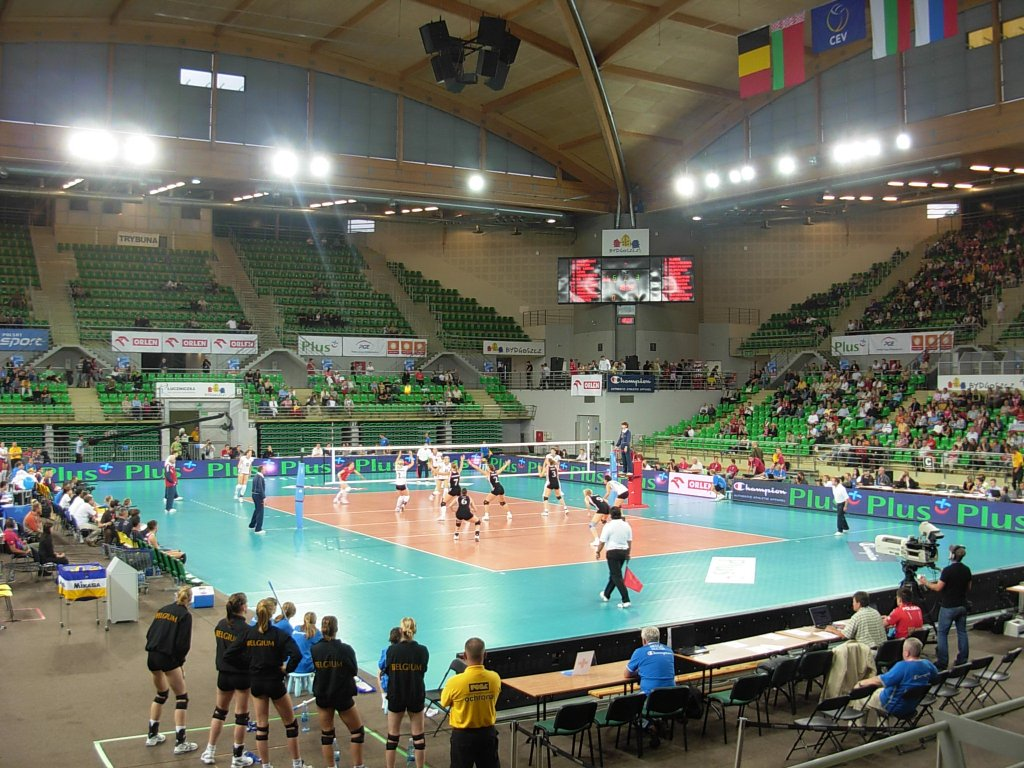
Mecz Belgia – Białoruś podczas Mistrzostw Europy siatkarek 2009

Hala Immobile Łuczniczka – hala widowiskowo-sportowa w Bydgoszczy oddana do użytkowania 11 października 2002. Może pełnić funkcje sportowe, wystawowe i koncertowe.
Generalnym wykonawcą hali była bydgoska firma „Inter-Bud”.

## Nazwa
Nazwa obiektu nawiązuje do symbolu Bydgoszczy, jakim jest posąg Łuczniczki, stojący w parku Jana Kochanowskiego, a także do faktu, że na miejscu zajmowanym przez halę mieściły się dawniej tory łucznicze, odbudowane następnie w sąsiedztwie kompleksu. Od połowy 2019 na okres 5 lat sponsorem tytularnym hali została Grupa kapitałowa Immobile, w wyniku czego hala otrzymała nazwę Immobile Łuczniczka.

## Podstawowe dane
- liczba miejsc siedzących: 6082 (po planowanej rozbudowie: 8764; w 2019: 5318 widzów na trybunach stałych, 760 widzów na trybunach rozkładanych i 800 widzów na krzesłach rozkładanych, razem 6878 widzów)[1].
- wymiary boiska: 58 m × 38 m

Na terenie hali działają: kręgielnia, restauracja i klub fitness oraz pracownia usług psychologicznych. Na zewnątrz znajduje się parking dla samochodów i autobusów, boisko sportowe, a w pobliżu kryte korty tenisowe i tor łuczniczy. Cały kompleks posiada powierzchnię zabudowy 9126 m² i mieści się na terenie 6,6 ha. Hala znajduje się w parku Centralnym, w pobliżu rzeki Brdy, co sprzyja organizacji imprez plenerowych. Wokół znajdują się tereny zielone, ścieżki piesze i rowerowe, a na Brdzie – barka-kawiarnia.

## Imprezy odbywające się w hali

### Mecze bydgoskich drużyn
- Astoria Bydgoszcz (koszykówka mężczyzn) – w latach 2003-2006
- Łuczniczka Bydgoszcz (siatkówka mężczyzn) – od 2005
- Artego Bydgoszcz (koszykówka kobiet)
- KS Pałac Bydgoszcz (siatkówka kobiet)

### Imprezy sportowe o zasięgu ogólnopolskim oraz międzynarodowym
- zawody Strong Man
- siatkówka:
  - mecze Ligi Światowej siatkarzy
  - Mistrzostwa Europy siatkarek 2009
  - Grand Prix w piłce siatkowej kobiet (16-18 VIII 2006)
  - Mistrzostwa Świata w Piłce Siatkowej Mężczyzn 2014
- prezentacja zawodników przed bydgoską Grand Prix na żużlu
- koszykówka:
  - Mistrzostwa Europy w koszykówce 2009
  - Mecze Gwiazd PLK
  - Mistrzostwa Europy w Koszykówce Kobiet 2011
  - Obóz koszykarski „East Meets West”
- Memoriał Franciszka Harczenko – zawody zapaśnicze
- Pedro's Cup – lekkoatletyczna impreza gwiazd (skok o tyczce kobiet, skok wzwyż mężczyzn)
- Carlsberg Cup – piłkarski turniej gwiazd (występują oldboye oraz gwiazdy estrady i mediów)
- Mistrzostwa Europy Juniorów i Seniorów w Karate – Oyama IKF 2009
- Mistrzostwa Świata w Karate Shōtōkan 23 września 2007
- Mistrzostwa Świata w Karate Shōtōkan 1-3 kwietnia 2016

### Pozostałe imprezy
- gale boksu zawodowego (Wojak Boxing Night)
- liczne targi, festiwale, wystawy, rewie, kiermasze, bale, festyny oraz koncerty i wieczory kabaretowe
- turnieje sportowe dla dzieci i młodzieży
- 28-29 sierpnia 2010 odbył się Bydgoszcz Hit Festiwal 2010, III edycja Hit Festiwalu przeniesiona do Bydgoszczy z powodu remontu Opery Leśnej w Sopocie.

Największymi imprezami sportowymi do 2011 r. były mecze z cyklu World Grand Prix siatkarek, które odbyły się w dniach 16-18 sierpnia 2006 r. (zagrały siatkarki Polski, Włoch, USA i Dominikany), Mistrzostwa Europy w Piłce Siatkowej Kobiet 2009 (rozgrywki grupy C) oraz Mistrzostwa Europy w Koszykówce Mężczyzn 2009 (rozgrywki grupowe).

## Galeria

### Od Brdy

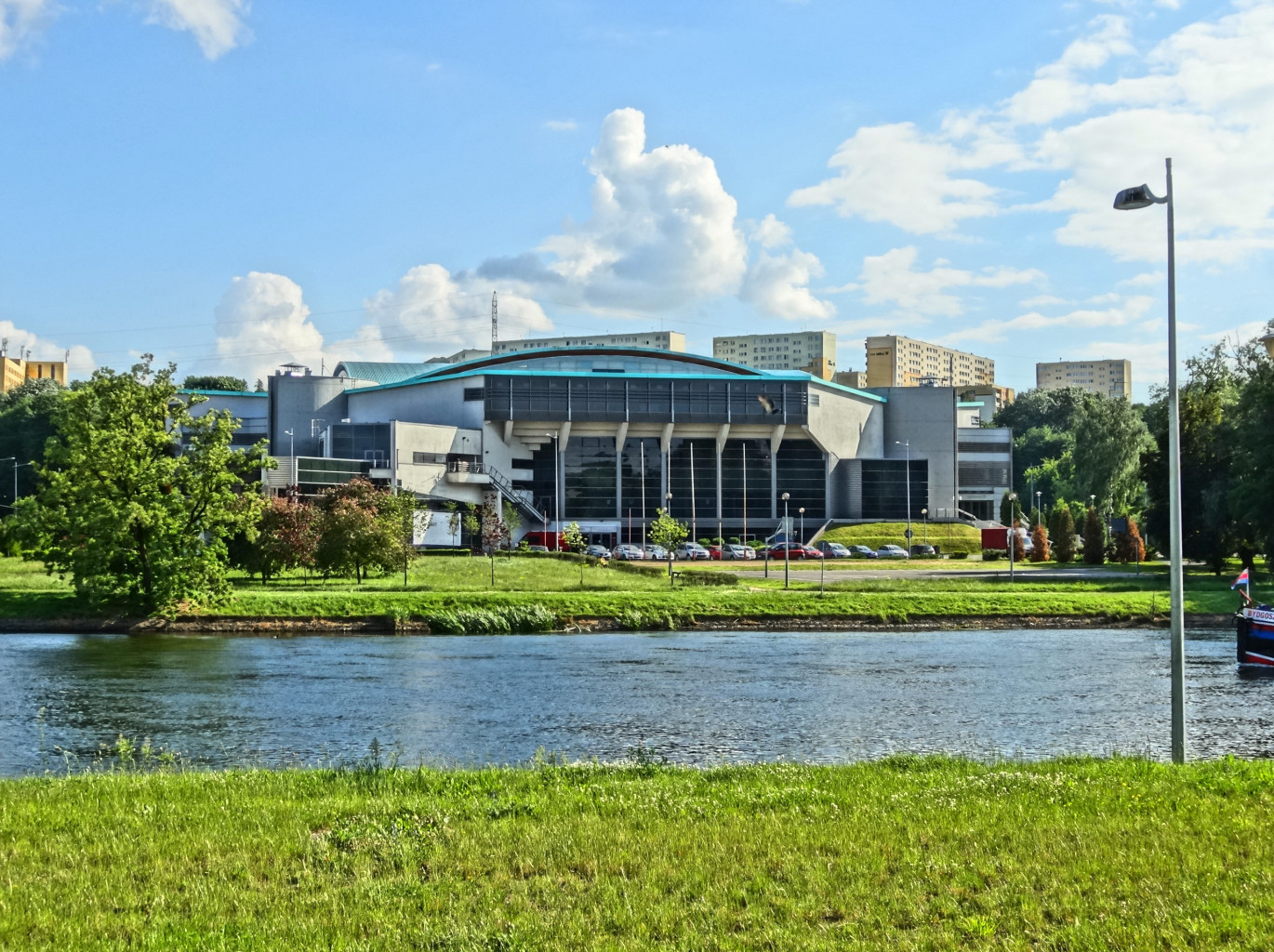
Latem
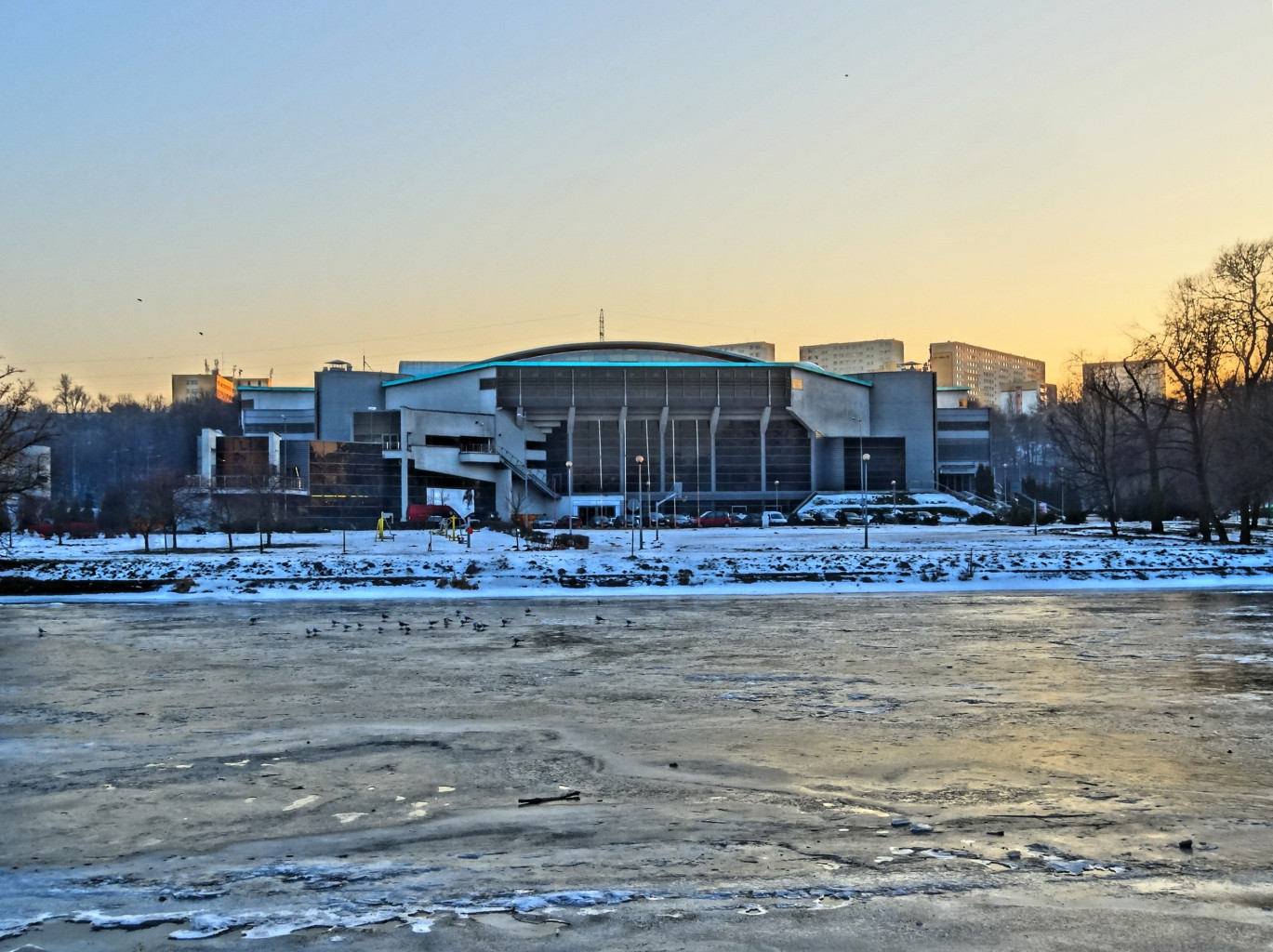
Zimą
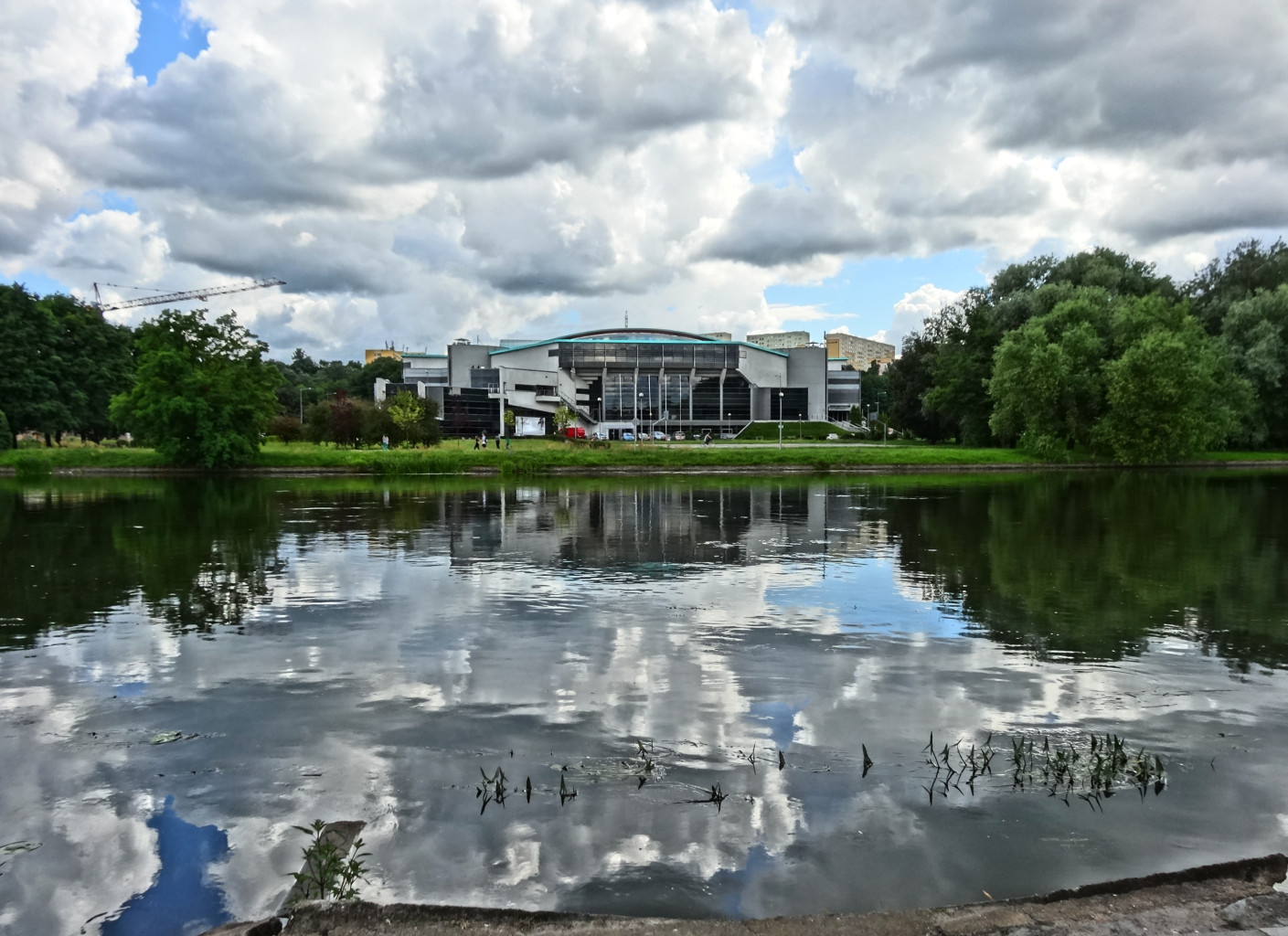
W chmurach
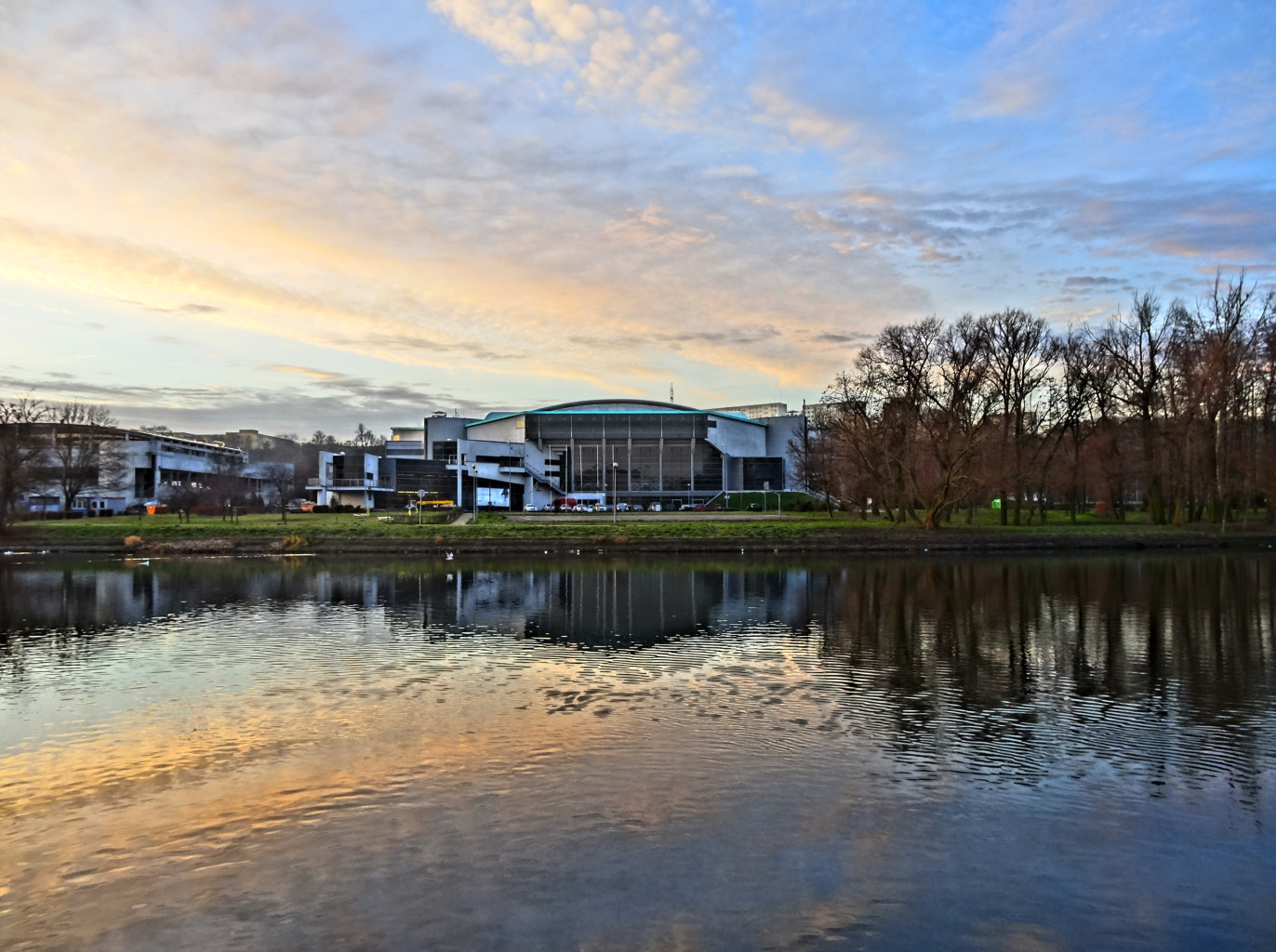
O poranku
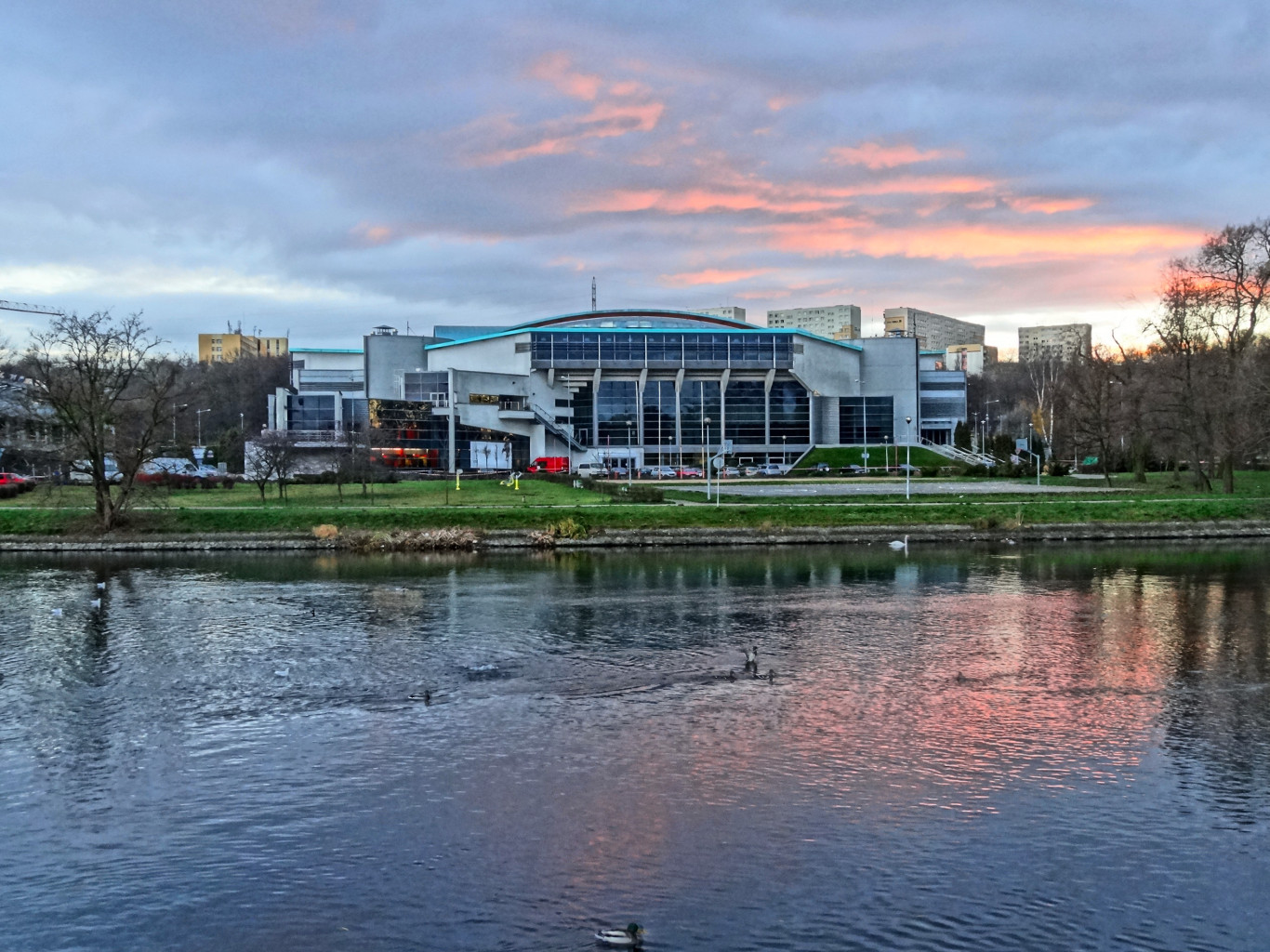
O zachodzie

### Od lądu

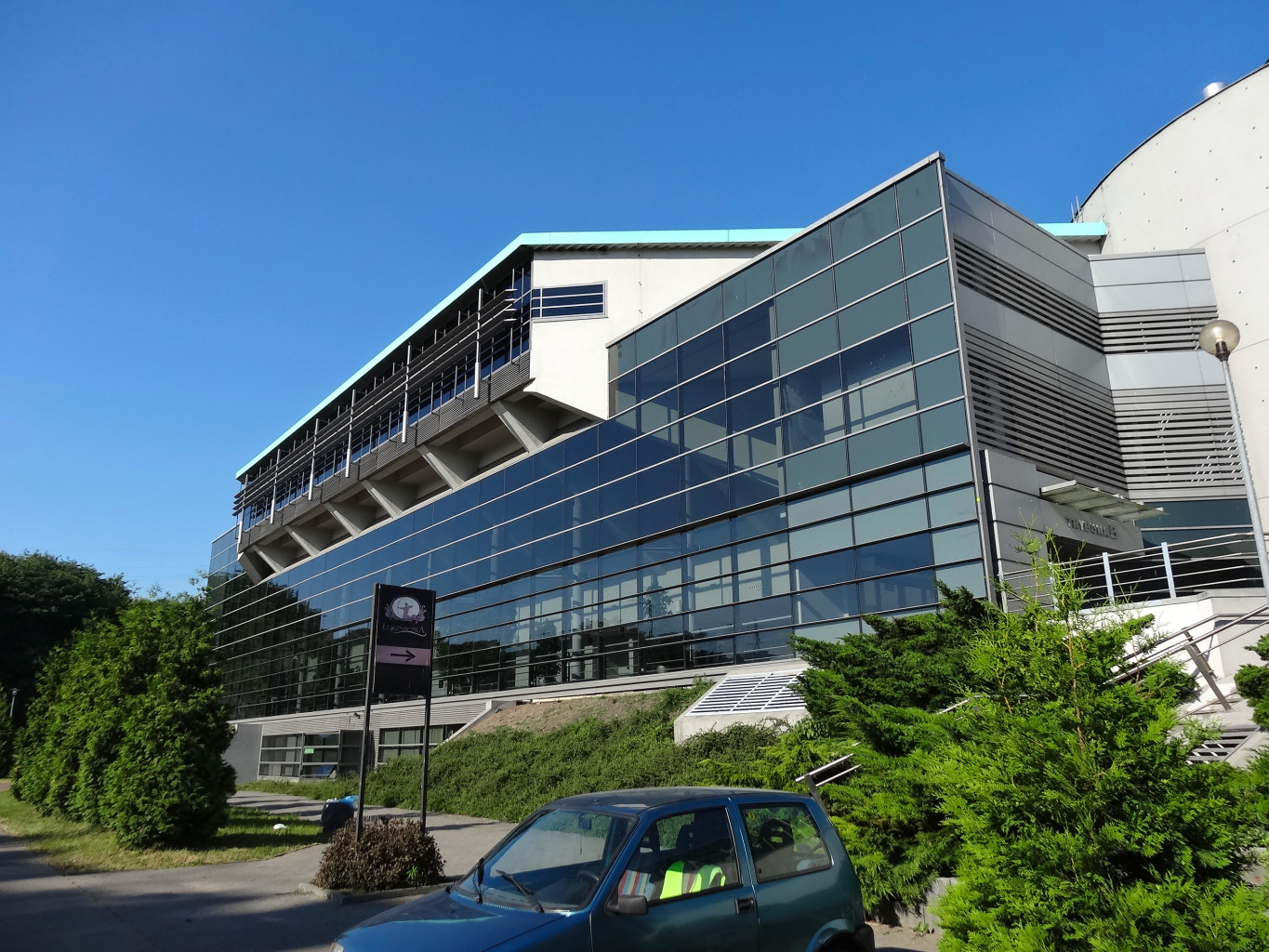
Elewacja
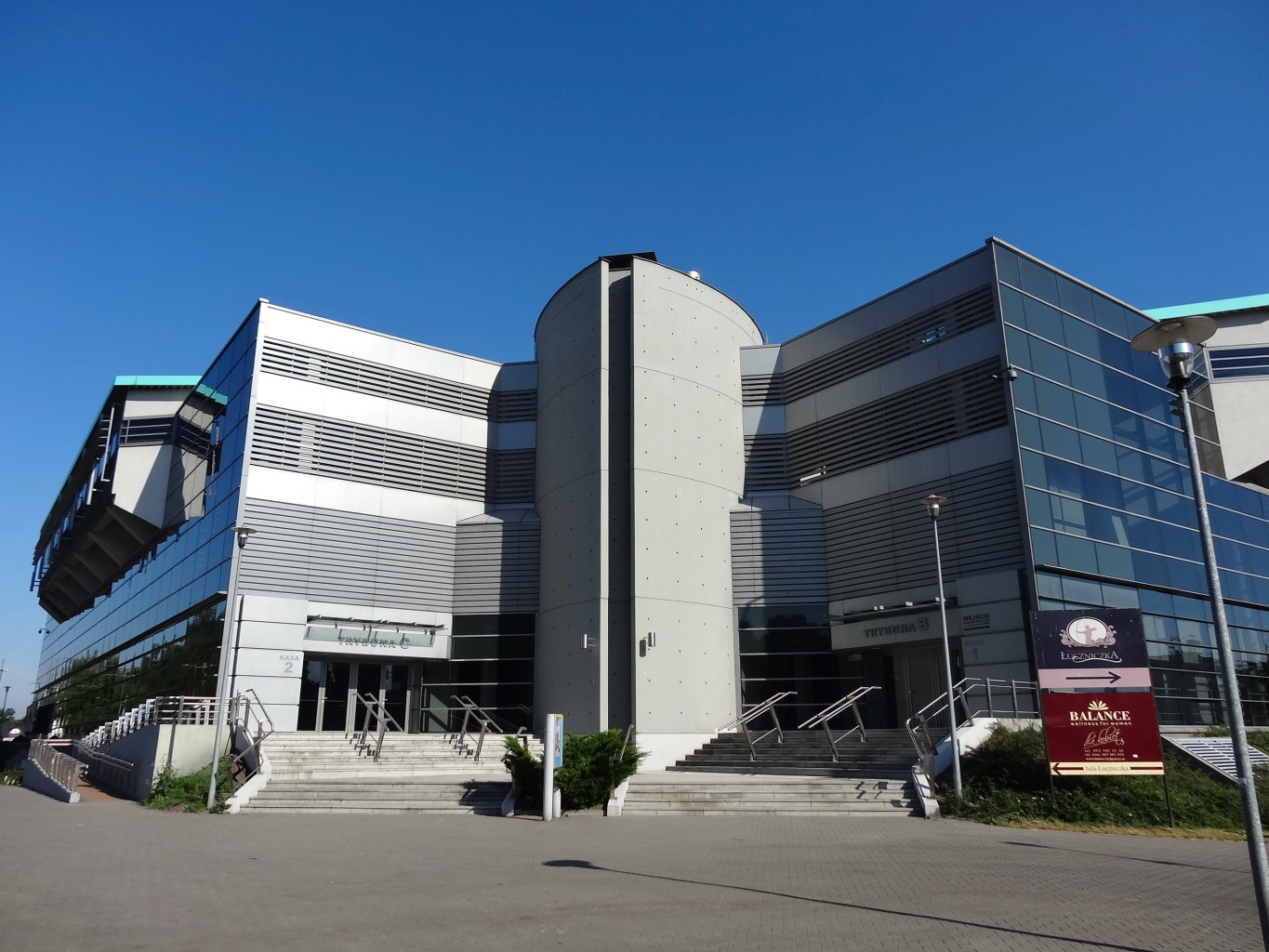
Narożnik
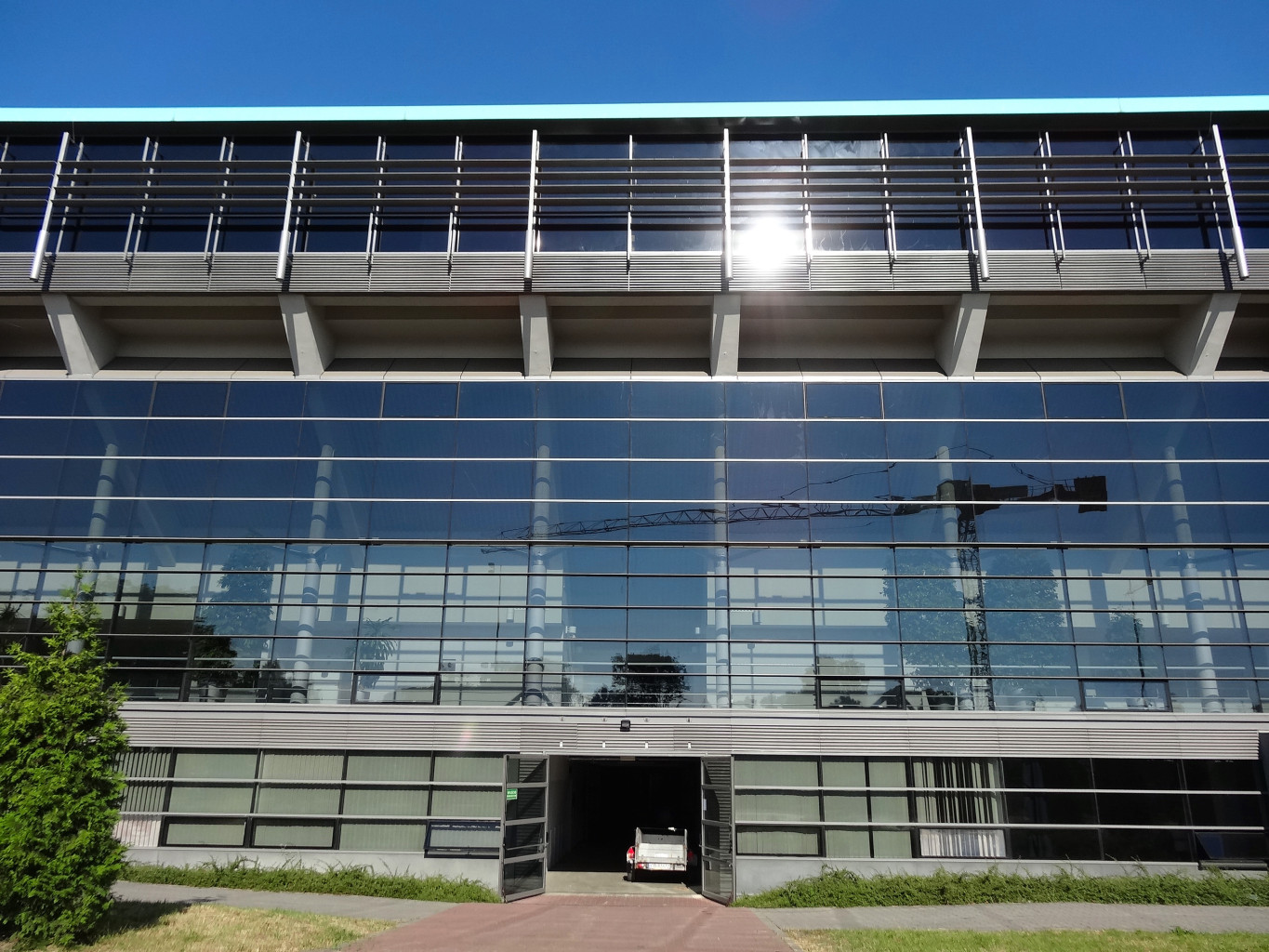
Fasada
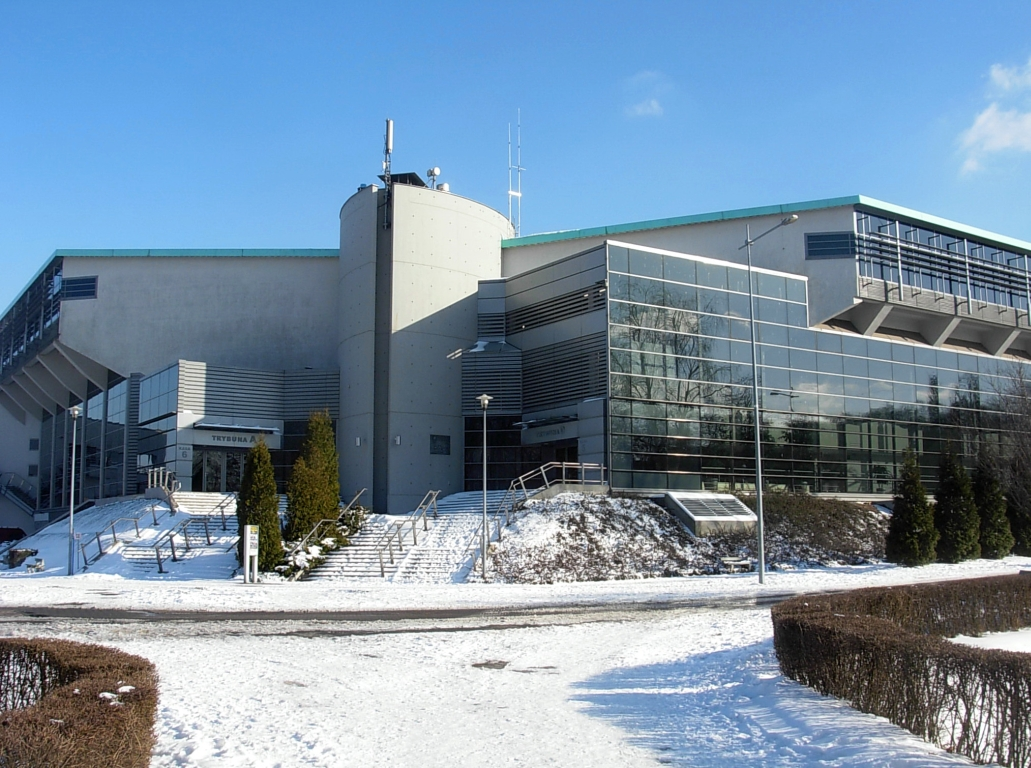
Zimą
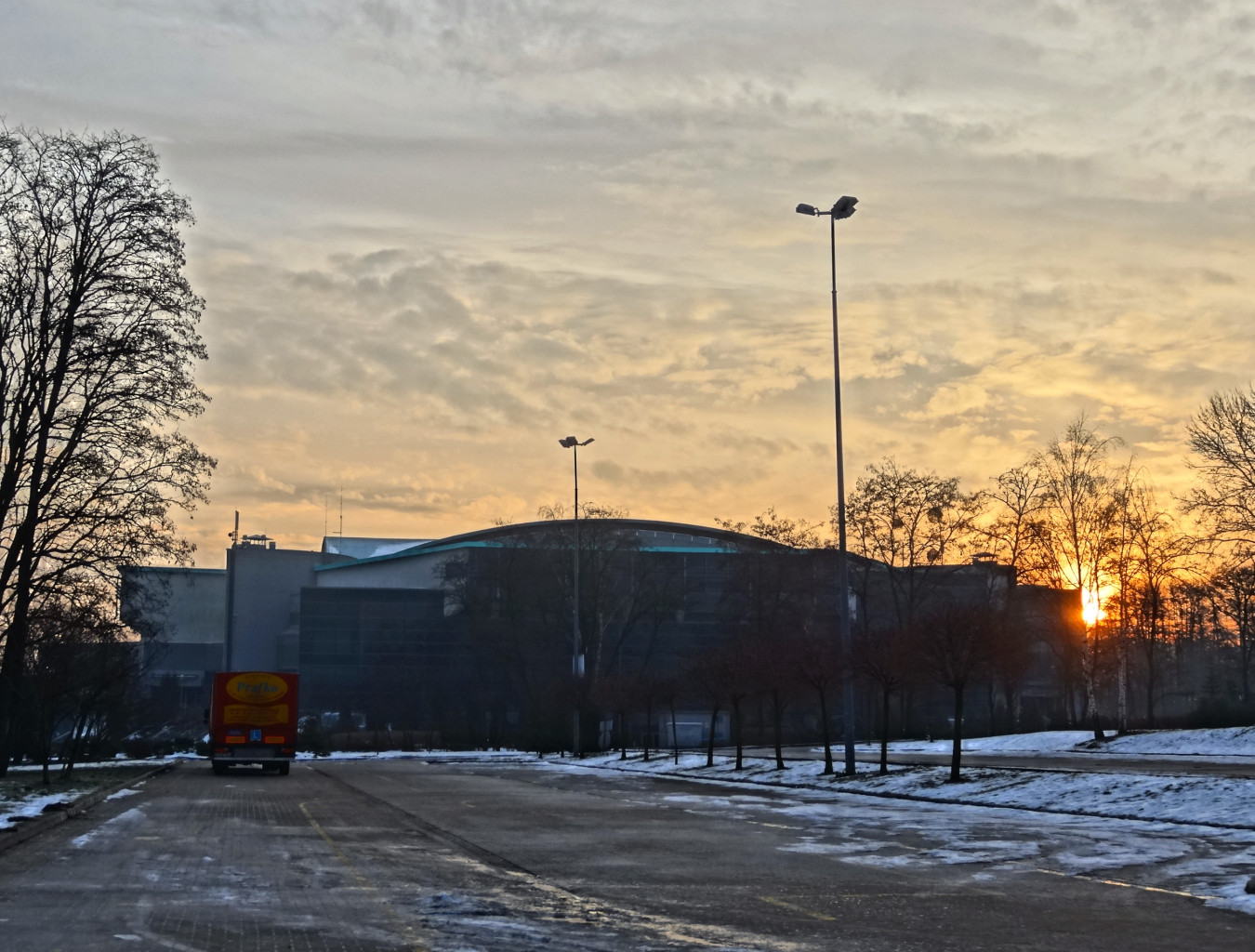
W porannej zorzy

### Nocą

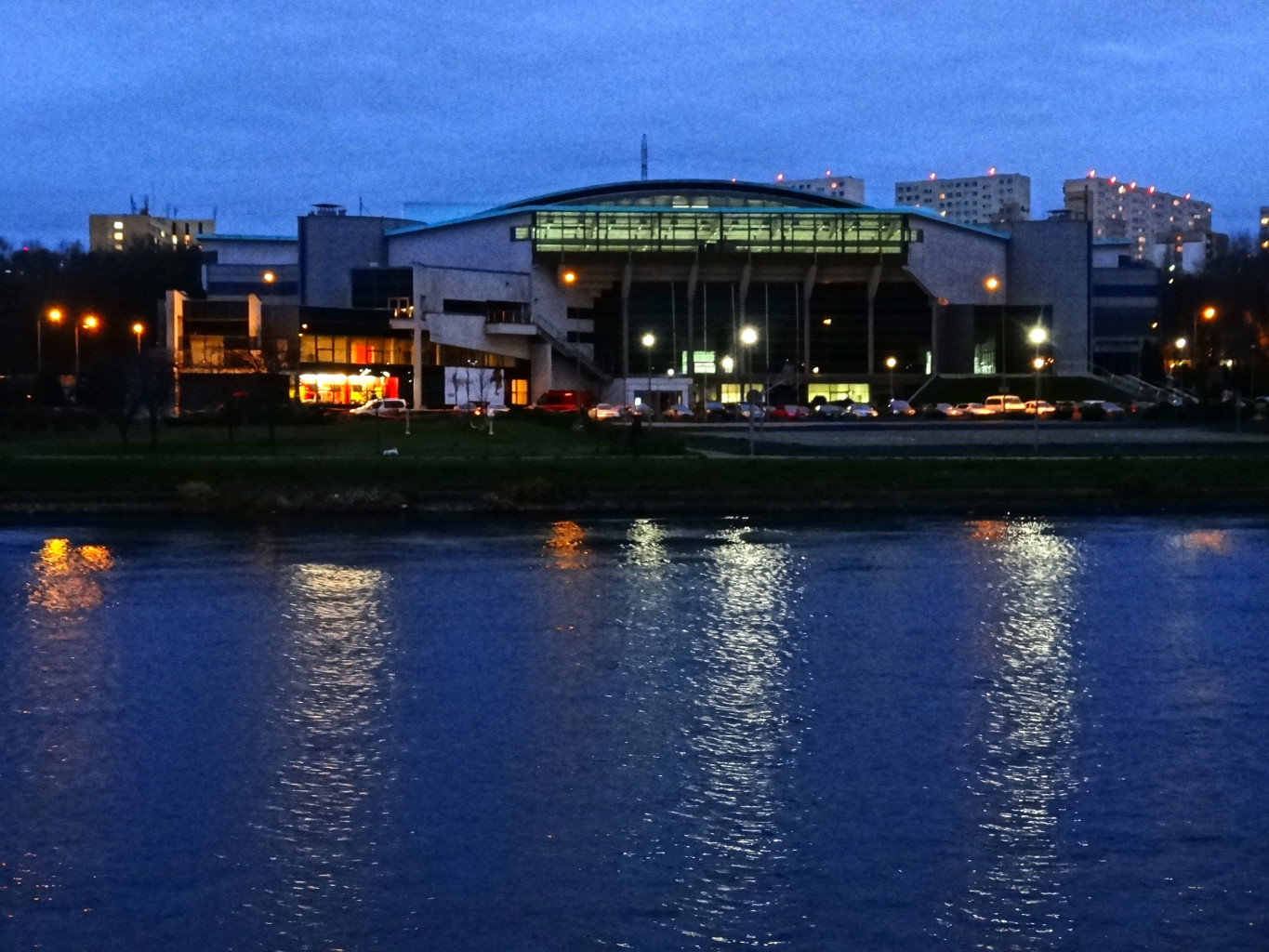
O zmierzchu
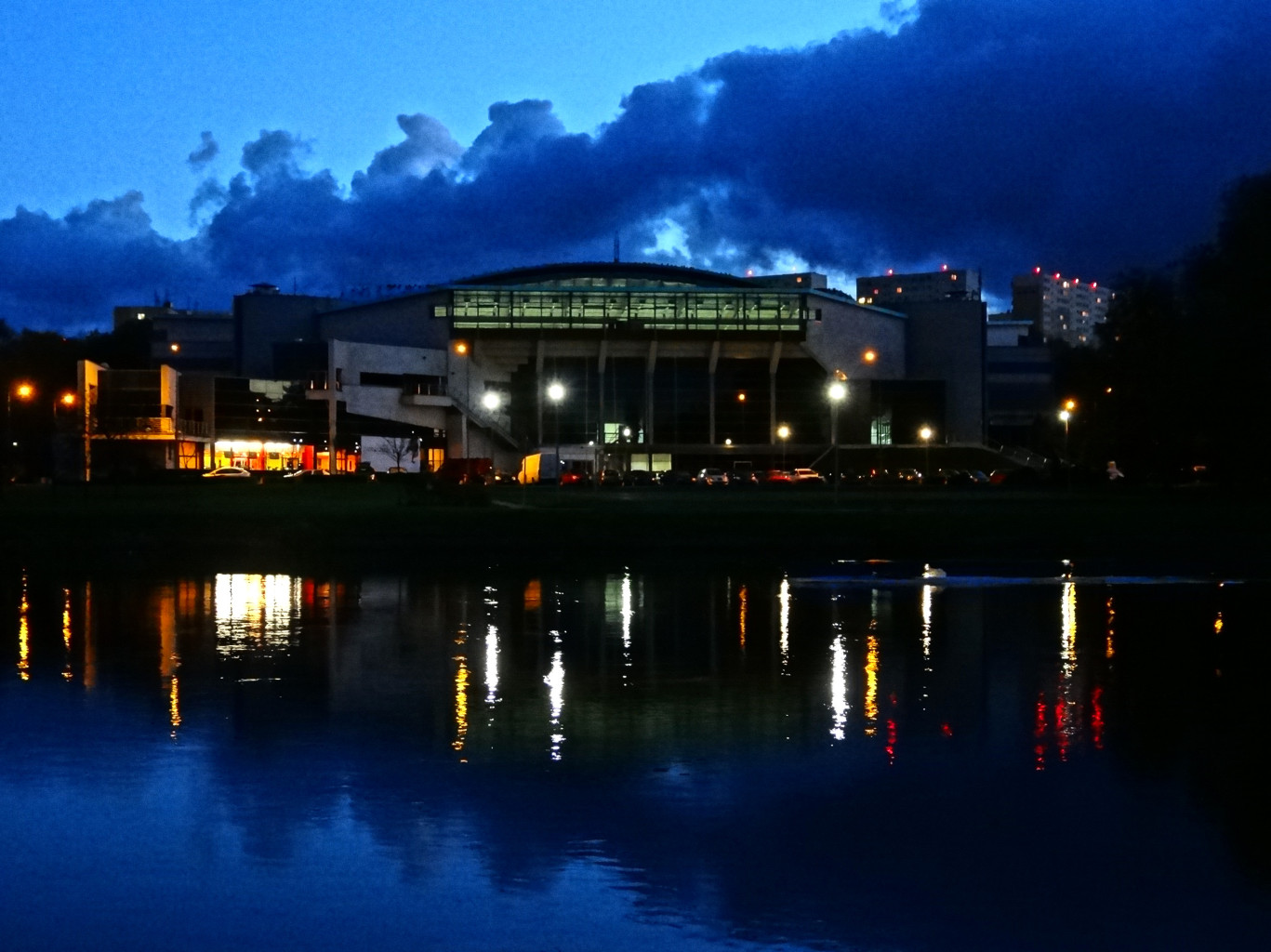
W chmurach
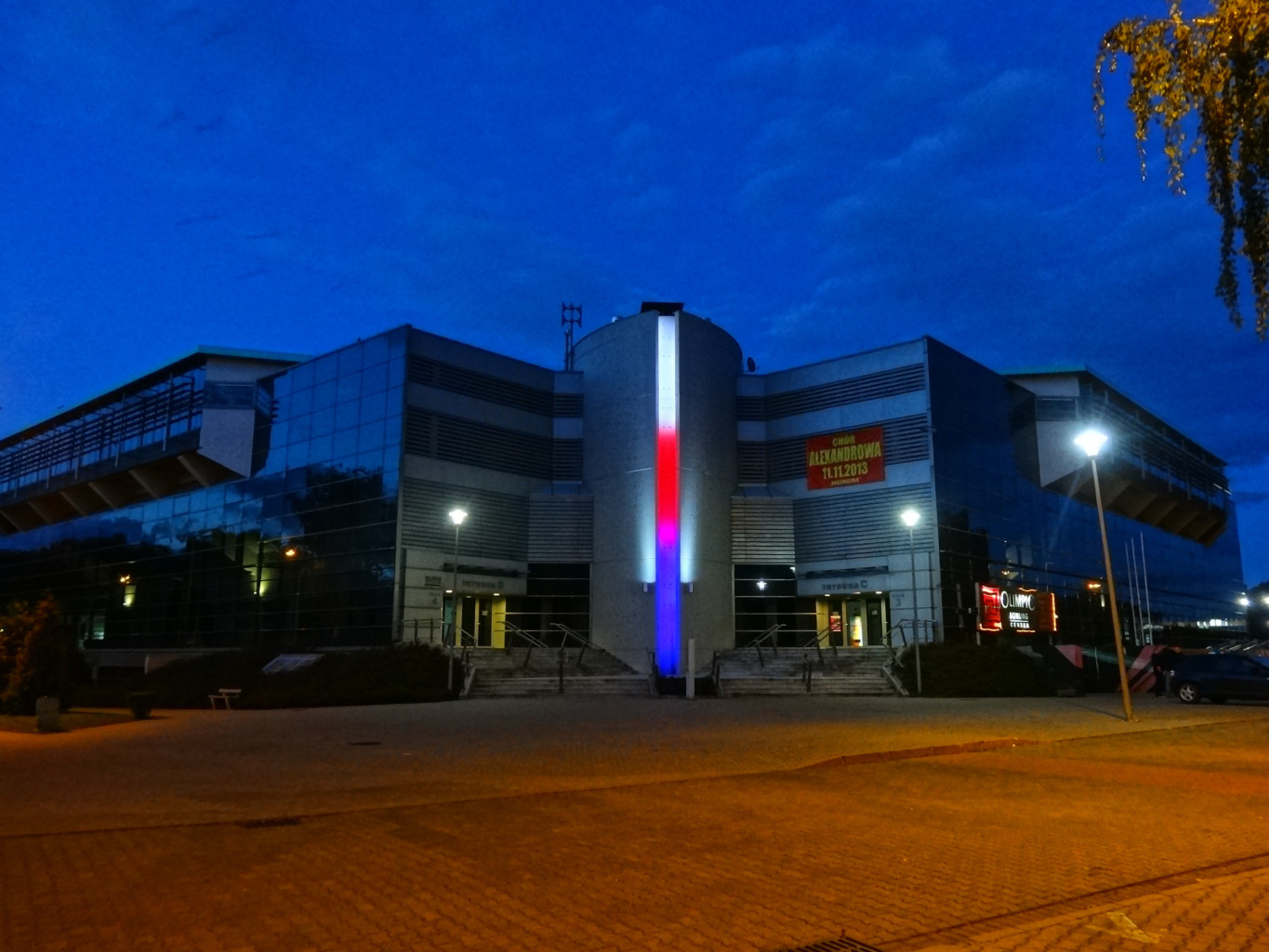
Z parkingu
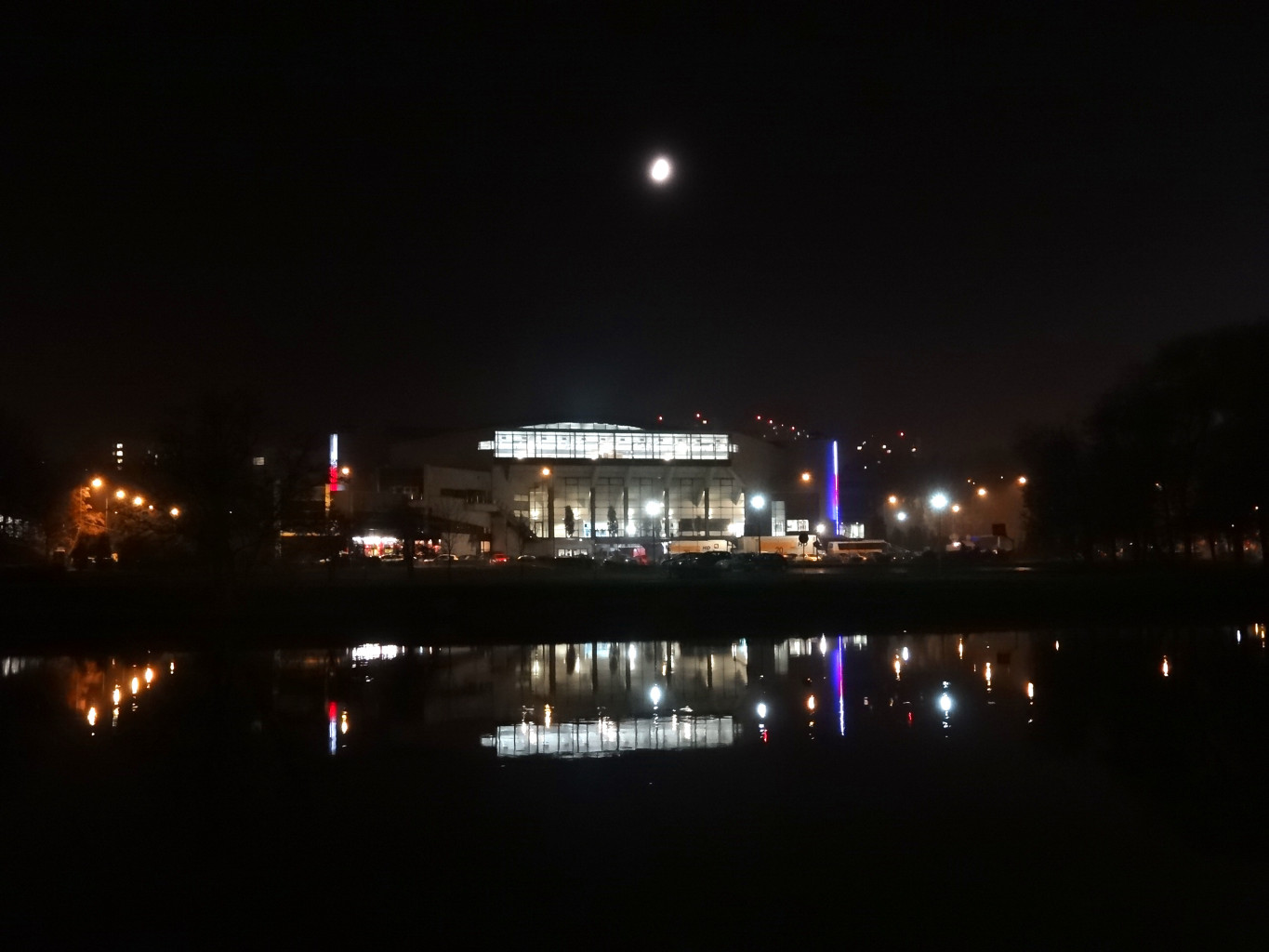
Nocą